# Kamienna (województwo świętokrzyskie)
Kamienna (dawn. Kamionna) – wieś sołecka w Polsce położona w województwie świętokrzyskim, w powiecie kazimierskim, w gminie Opatowiec.
W latach 1975–1998 miejscowość administracyjnie należała do województwa kieleckiego.
| SIMC    | Nazwa          | Rodzaj    |
| ------- | -------------- | --------- |
| 0257650 | Brodek Wąski   | część wsi |
| 0257667 | Góry Kolońskie | część wsi |

## Zabytki
Park z XVIII w., wpisany do rejestru zabytków nieruchomych (nr rej.: A.198 z 10.12.1957).